# Peter Dade
Peter Dade (* 28. Dezember 1933 in Kiel) ist ein deutscher Verwaltungsjurist, Brigadegeneral der Reserve außer Dienst des Heeres der Bundeswehr, ehemaliger Leiter der Feldpost der Bundeswehr und Beamter der Deutschen Bundespost.

## Leben
Dade absolvierte von 1954 bis 1957 ein Studium der Rechtswissenschaft in Kiel und Freiburg im Breisgau. Von 1962 bis 1963 war er Gerichtsassessor (Staatsanwalt) in Schleswig-Holstein. 1963 trat er in den höheren Dienst (nichttechnischer Verwaltungsdienst) der Deutschen Bundespost ein. Am 2. Mai 1966 begann die Ausbildung zum Reserveoffizier in der Ausbildungskompanie 10/6, dem Panzerbataillon 184 in der Scholtz-Kaserne in Neumünster, der Heeresoffizierschule II in der Douaumont-Kaserne in Hamburg und der Panzerbrigade 18 in der Neumünster in Neumünster in freiwilligen Wehrübungen. Am 11. September 1970 wurde er zum Leutnant der Reserve ernannt. 1970 promovierte Dade mit einer Dissertation zum Thema Fahneneid und feierliches Gelöbnis zum Doktor der Rechte. Im Jahr 1971 erfolgte eine Mobilmachungs-Planung und Wehrübung als S1/S2-Offizier (Personalwesen/Militärisches Nachrichtenwesen) des Jägerbataillons 71. Ab 1972 hatte Dade eine Mobilmachungsplanung als Leiter der Feldpost im Territorialkommando Schleswig-Holstein/Deutscher Bevollmächtigter im Bereich Allied Forces Northern Europe mit zahlreichen Wehrübungen. Ab 1980 war Dade Abteilungspräsident bei der Oberpostdirektion Kiel. Ab 1987 war er bei der Oberpostdirektion München tätig. 1990 wurde er Ministerialrat und 1992 Direktor bei der Generaldirektion der Deutschen Bundespost, Postdienst, in Bonn. Im Dezember 1992 war er Geschäftsbereichsleiter für zentrales Recht beim Postdienst. Am 25. Juni 1992 erfolgte die Mobilmachungsplanung als Leiter der Feldpost der Bundeswehr im Führungsstab der Streitkräfte, Stabsabteilung V, im Bundesministerium der Verteidigung auf der Hardthöhe in Bonn. Damit einher ging die Ernennung zum Brigadegeneral der Reserve. 1995 war Dade Prokurist der Deutschen Post AG.

## Veröffentlichungen
- Fahneneid und feierliches Gelöbnis: Zur militärischen Verpflichtungsform in der deutschen Wehrgeschichte, insbesondere zur geltenden Regelung für die Soldaten die Bundeswehr. Wehr-und-Wissen-Verlagsgesellschaft, Darmstadt 1971, ISBN 978-3-8033-0210-6.